# Gastronomía de la provincia de Pontevedra

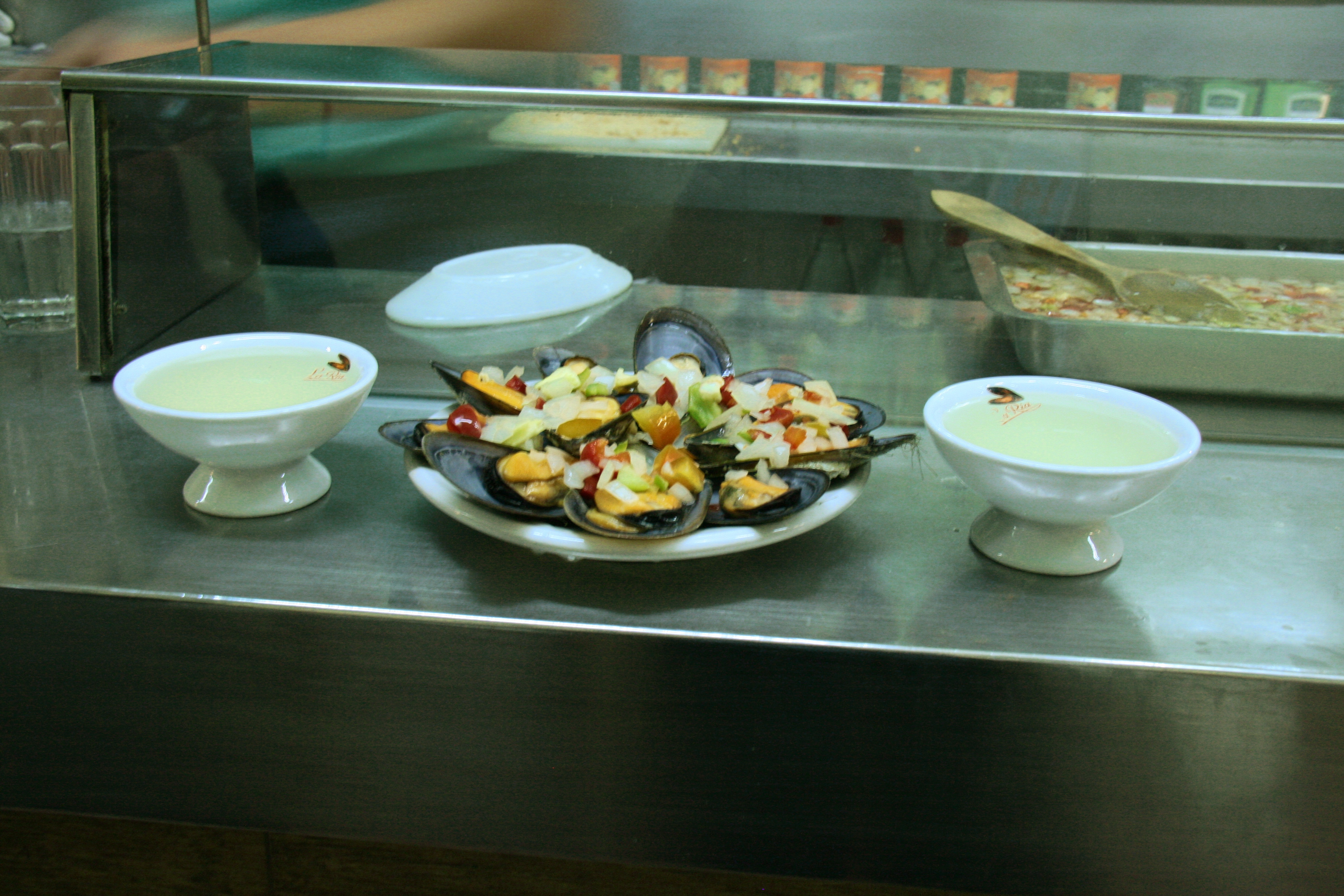
Ración de mejillones en vinagreta acompañada de un ribeiro en sus típicas cuncas.

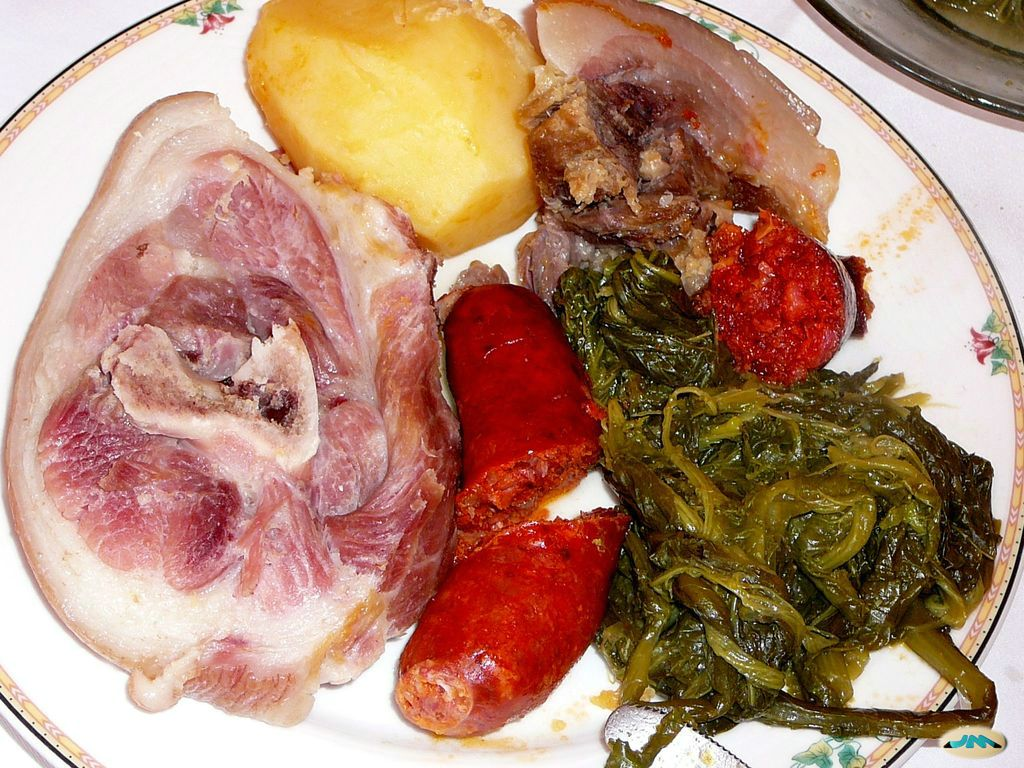
Lacón con grelos, acompañado de su cachelo y su chorizo.

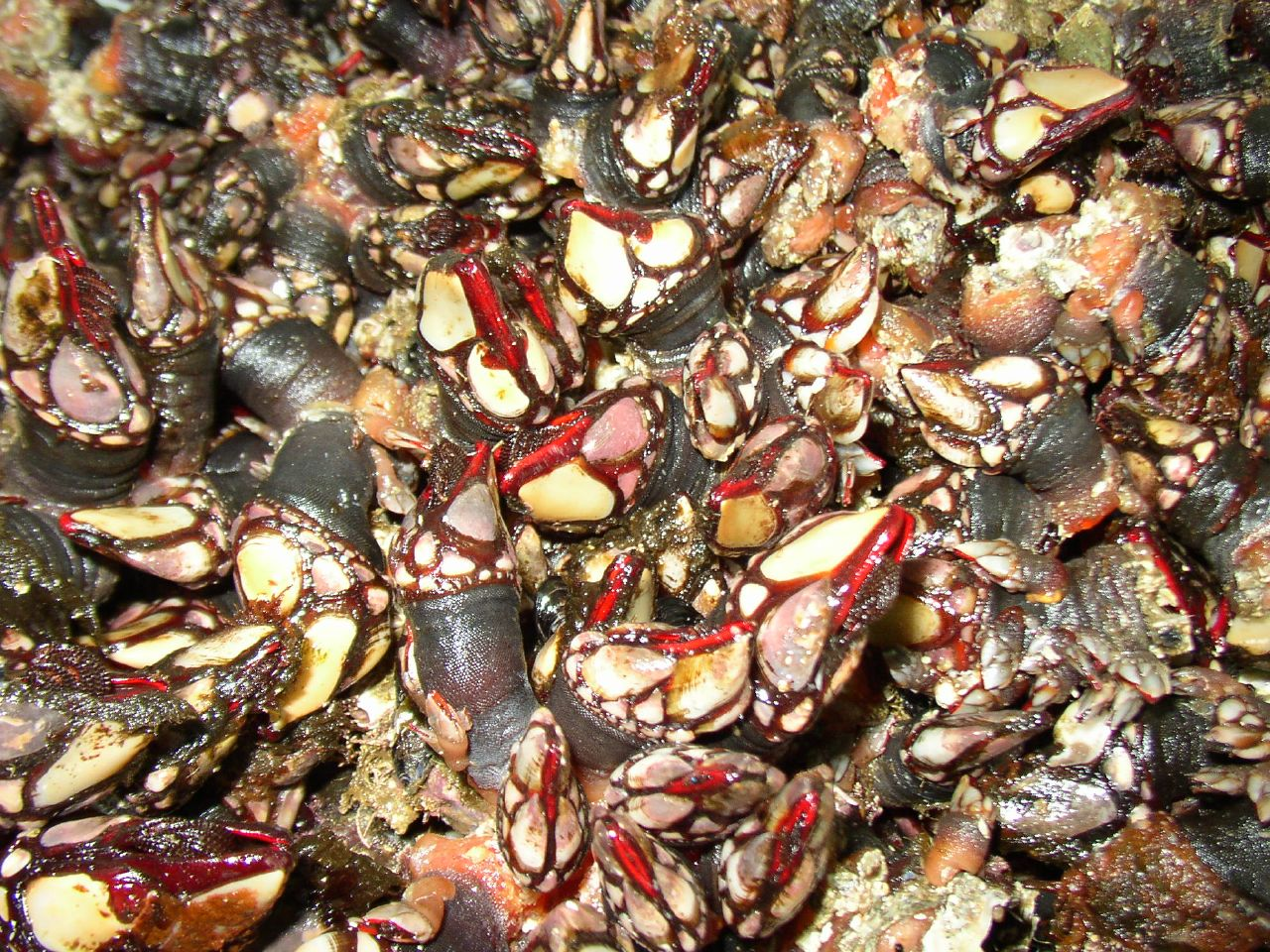
Percebes gallegos

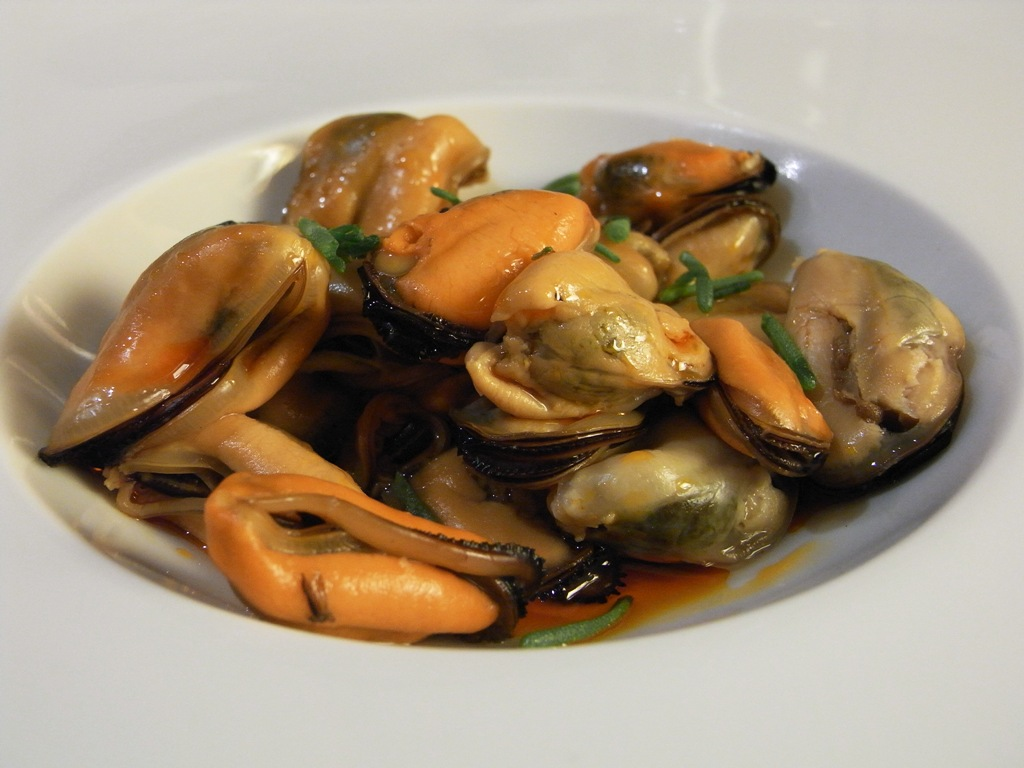
La conserva de mejillón es muy importante.

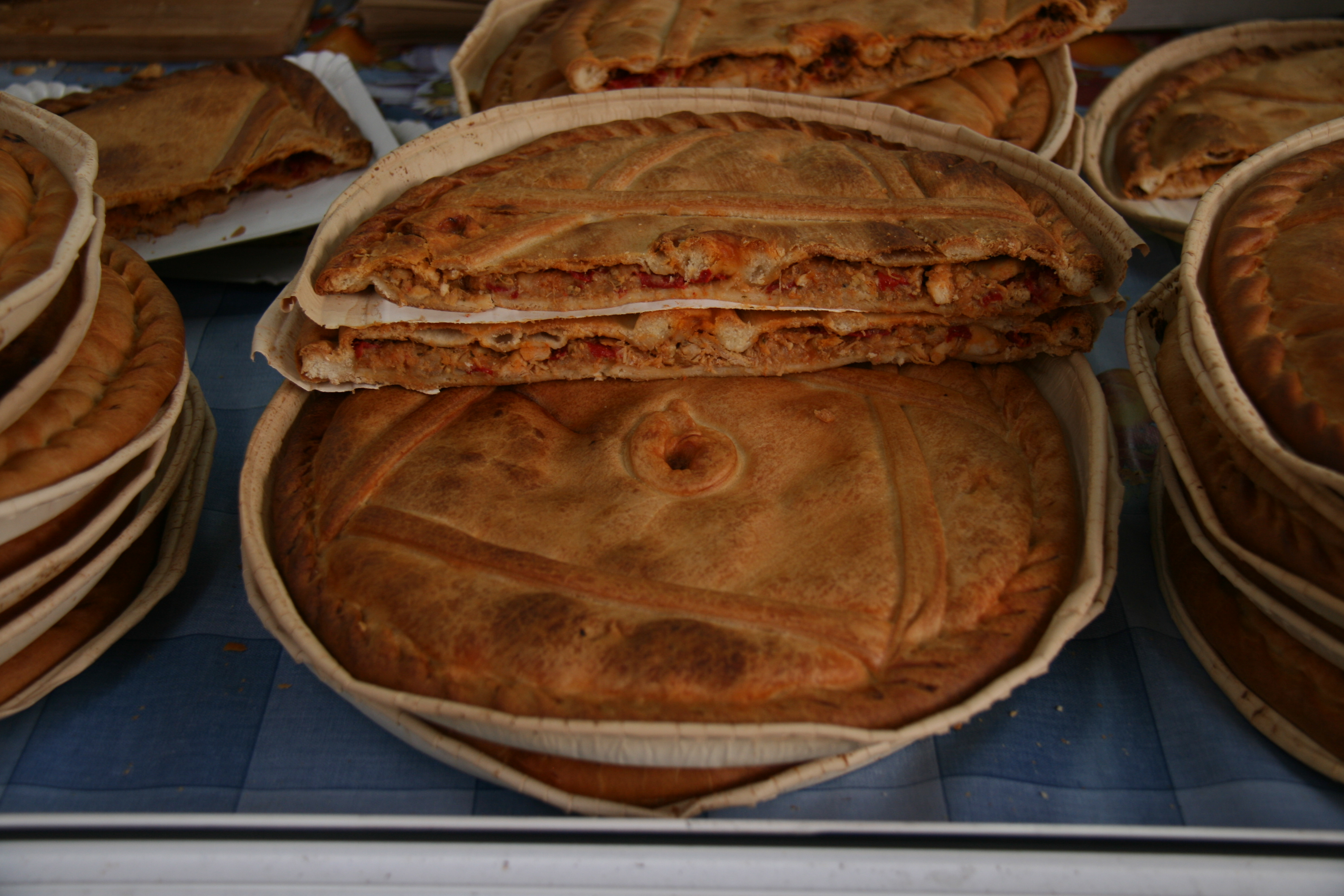
La empanada gallega.

La Gastronomía de la provincia de Pontevedra es el conjunto de platos, preparaciones y costumbres culinarias de la provincia de Pontevedra (Galicia). Una de sus especialidades extendida por toda la cocina gallega es el lacón con grelos. Al poseer zona costera (bordeada por tres rías) posee una cocina abundante de pescado y marisco (siendo muy populares las mariscadas). Es típica la empanada gallega que en cada provincia se elabora con el relleno característico del ingrediente más popular de cada provincia gallega.

## Historia
La historia pesquera de la provincia hace que tras el advenimiento y mejora de los sistemas de refrigeración alimentarios se pueda crear una empresa de distribución de pescado congelado. Surge así Pescanova, fundada en 1960 en Vigo por José Fernández López y sus hermanos (Antonio Fernández López). La idea partió de José, que junto a su hermano tenía una amplia experiencia en el campo del frío industrial, habiendo creado Frilugo en 1941 y Frigsa en 1951.

## Ingredientes
Las Rías Bajas proporcionan una gran variedad de ingredientes marítimos: pescados y mariscos. De la misma forma la zona del interior de la provincia proporciona con su ganadería carne y lácteos diversos.

### Carnes
Los productos de cerdo son habituales, todos ellos de la matanza del cerdo que se realiza en las zonas del interior de la provincia, como es el caso de la chacinería del municipio de Lalín, uno de sus más conocidos ejemplos es el popular cocido de Lalín (lugar donde se celebra la Feria del Cocido). El lacón con grelos es una de las preparaciones estrella, el grelo es una especie de cogollo de la nabiza. En las fiestas populares se preparan laconadas, es decir lacon con grelos para todos los asistentes . La carne de vacuno de las ganaderías de Moaña. 

### Pescados y mariscos
Entre los pescados hay numerosos ejemplos debido a la intensa actividad pesquera de la provincia. Cabe destacar los pescados de la pesca fluvial (Miño), como pueden ser las truchas, los salmones y lampreas. El pescado gallego es el rodaballo (denominado faisán del mar), el congrio (congrio con guisantes), la merluza a la gallega (guisada con patatas, harina), la lubina, el lenguado, el rape y la angula. Entre la pesca fluvial se encuentran como populares los salmones del Ulla.
Son muchas las variedades de marisco que se suele preparar en las costa de la provincia. Las mariscadas son los platos más populares en las zonas costeras. Las mariscadas son muy populares en el mes de octubre, en el municipio de Grove. Tales son, por ejemplo: los percebes (con su característica barba roja), las zamburiñas (que participan a veces como relleno en la empanada gallega), las ostras de Arcade (Sotomayor), las vieiras de Vigo (que inspiraron a poetas gallegos como Luis Taboada). Algunas preparaciones se realizan con los mariscos, como es la sopa de centolla, las sopas de ostras al estilo de Lérez (se majan las ostras con su propia agua) y las vieiras al estilo de las Rías Bajas. La producción de mejillones son muy importantes en la ría y dan lugar a una exportación de conservera, producción que ha alcanzado poco a poco a otros mariscos. El pulpo a la gallega es el plato típico en todas las provincias gallegas.

## Verduras y frutas
Las castañas son un plato popular, con ellas se elabora el caldo de castañas en los días de invierno. Siendo de la misma forma el caldo calabazote ideal para los días de otoño. En el terreno de las frutas cabe mencionar los mirabeles (una variedad de la ciruela) del Miño.  

## Repostería
La repostería de la provincia es en muchos casos conventual y artesana. Los dulces de cidra, de membrillo, siendo destacables las filloas y la leche frita.

## Bebidas
Son muy populares la Queimada y el licor café.

### Vinos
Cabe mencionar el vino de la Tierra de Barbanza e Iria. En la provincia existe la denominación de origen Rías Baixas, que cultiva el vino Albariño. En Cambados, la capital histórica de este vino en España, celebra cada año, el primer domingo de agosto, la Fiesta del albariño, la segunda fiesta vinícola más antigua del país y está dentro del conjunto de las Fiestas de Interés Turístico Nacional.

## Ferias gastronómicas
- En La Guardia - "La Fiesta de la Langosta" y "La Fiesta de la Rosca de Yema".
- En Moaña el naseiro en Meira por San Bartolomé (San Bartolomeu), el día do mexilón en agosto.
- En Lalín se celebra la 'Feria del Cocido'.
- La Fiesta de la Almeja es una fiesta gastronómica que se celebra en la localidad de Carril, perteneciente al municipio de Villagarcía de Arosa en la provincia de Pontevedra (España). Esta fiesta existe desde 1992.
- La Fiesta del albariño es la fiesta vinícola más antigua de Galicia, la segunda de España y está dentro del conjunto de Fiestas de Interés Turístico Nacional.
- Las Fiestas Gastronómicas en la Isla de Arosa.
- En Cuntis Fiesta del Lacón con grelos. Fiesta de interés turístico gallego.
- En Bueu - Fiesta "do millo corvo".
- En Bueu - Fiesta del pulpo.
- En Sotomayor - Arcade, Fiesta de la ostra. Declarada de interés turístico.
- En Nieves Feria anual del Requesón y la Miel.
- En Arbo Fiesta de la Lamprea. Es una de las fiestas gastronómicas más antiguas de Galicia ya que su primera edición data de 1961.
- En Cerdedo Festa do Xabarín en abril.
- En Puentecaldelas Fiesta de la Trucha. Se celebra el último domingo del mes de mayo.
- En Villa de Cruces Fiesta del "Galo de Curral". Se celebra a finales del mes de mayo.
- En Moraña  Fiesta del "Carneiro ao Espeto". Se celebra en el mes de julio.
- En Silleda Fiesta la empanada de Bandeira. Se celebra en el mes de agosto.
- En El Grove Fiesta del Marisco. Fiesta de interés turístico nacional. La Fiesta del Marisco de El Grove que se celebra desde 1963 durante las primeras semanas de octubre.
- En Mos Fiesta del Codillo Fiesta del Codillo celebrada desde hace 15 años en el municipio de Mos el tercer fin de semana de octubre. El codillo es una parte del cerdo. Acompañado el plato con arroz y salsa.
- En Redondela Fiesta del choco, un cefalópodo muy consumido en esta localidad, se celebra entre principios del mes de Mayo y mediados.
- En Vigo la Fiesta del Marisco de Vigo, que se celebra durante la segunda semana de septiembre.